# Auger de Balben
Auger de Balben (zm. 1162) Francuz – trzeci wielki mistrz joannitów w latach 1160–1162.